# Comunismo pré-marxista
Apesar da crença comum de que Marx e seu manifesto lançaram as bases do pensamento socialista, o comunismo pré-marxista na verdade o precedeu em pelo menos setenta anos, remontando à revolução francesa (1789). O próprio Marx via o comunismo primitivo como o estado original de caçador-coletor da humanidade. Marx teorizou que somente depois que a humanidade foi capaz de produzir excedentes a propriedade privada se desenvolveu.

## Pré-história
Karl Marx e outros primeiros teóricos comunistas acreditavam que as sociedades de caçadores-coletores, como as encontradas no Paleolítico até as sociedades hortícolas, como as encontradas no Calcolítico, eram essencialmente igualitárias. e ele, portanto, chamou sua ideologia de comunismo primitivo. Desde Marx, sociólogos e arqueólogos desenvolveram a ideia e a pesquisa sobre o comunismo primitivo. Um dos primeiros escritores a adotar a crença no comunismo primitivo do passado foi o filósofo estóico romano Sêneca, que afirmou: "Quão feliz era a era primitiva quando as generosidades da natureza eram comum a todos... Eles tinham toda a natureza em comum, o que deu-lhes a posse segura dos bens públicos. "Por causa disso, ele acreditava que essas sociedades primitivas eram as mais ricas, pois não havia pobreza. xx Outros escritores greco-romanos que acreditavam em uma humanidade pré-histórica que praticava o comunismo incluem Diodoro Sículo, Virgílio e Ovídio.
Devido à forte evidência de uma sociedade igualitária, falta de hierarquia e falta de desigualdade econômica, o historiador Murray Bookchin argumentou que Çatalhöyük foi um dos primeiros exemplos de anarco-comunismo e, portanto, um exemplo de comunismo primitivo em uma protocidade.